# Oulton (Suffolk)
Pour les articles homonymes, voir Oulton.
Oulton est une paroisse civile du Suffolk, en Angleterre.